# Aibofobia
La aibofobia es una hipotética fobia contra los palíndromos. Dado que el propio término es palindrómico, genera una paradoja cómica según la cual el nombre de la fobia es capaz de infundir miedo a la persona que la padece. La palabra consiste en un juego lingüístico perteneciente al patrimonio léxico y humorístico muy extendido en Internet.
De hecho, el prefijo "aibo" no desempeña ningún papel semántico, sino que sólo sirve de artificio para hacer palíndroma la palabra compuesta.

## Origen y difusión
En Italia, el término circula al menos desde 2003. Sin embargo, también está atestiguado en otros idiomas, con orígenes que se remontan a un período muy anterior: su forma inglesa, aibohphobia, ha estado circulando desde al menos 1981, año en que el término se incluyó en The Devil's DP Dictionary de Stan Kelly-Bootle.

## Aspectos paradójicos
El enigmático Stefano Bartezzaghi, en Lessico & Nuvole, la columna diaria sobre lingüística lúdica que dirige en el diario la Repubblica, ha señalado otra paradoja lógica, con implicaciones humorísticas, en relación con esta palabra y, en particular, con la cuestión de la existencia de tal fobia: Si, a petición explícita de un lector, Zanichelli se negara a incluir la palabra en cuestión en el diccionario, alegando la inexistencia del síndrome, existiría una fobia contra el lexema palindrómico, lo que demostraría la existencia del síndrome y haría ilógica e injustificada la negativa de la editorial.
Achille Varzi, filósofo analítico de la Universidad de Columbia, analizó el significado de la paradoja lógica a la luz de la semántica de la lógica clásica. En este marco, Varzi señaló que la argumentación de la paradoja tiene la siguiente forma:

Si no hay aibofobia, entonces hay aibofobia. Por lo tanto, hay aibofobia.

Con la notación de la lógica proposicional, si se postula A = "Hay aibofobia", el argumento anterior adopta la siguiente formalización:
{\displaystyle (\neg A\rightarrow A)\rightarrow A.}
que es una implicación siempre verdadera: de hecho, si uno supone que el argumento es falso, entonces su consecuente ({\displaystyle A}) debe ser falso y, simultáneamente, su antecedente ({\displaystyle \neg A\rightarrow A}). debe ser verdadero. Pero este último no puede ser verdadero, ya que se ha supuesto que su antecedente ({\displaystyle \neg A}) es verdadero y su consecuente ({\displaystyle A}) es falso.
Este es un tipo de argumentación lógica que subyace a la llamada consequentia mirabilis, en la que la validez de una afirmación se desencadena por la inconsistencia lógica de su negación.